# Jabłonka (Opole)
Jabłonka [pronunciación en polaco: /jaˈbwɔnka/] (en alemán: Klemstein) es un pueblo ubicado en el distrito administrativo de Gmina Branice, dentro del Condado de Głubczyce, Voivodato de Opole, en el sur de Polonia occidental, cercano a la frontera checa. Se encuentra aproximadamente a 8 kilómetros al sureste de Branice, a 21 kilómetros al sur de Głubczyce, y a 73 kilómetros al sur de la capital regional Opole.
Antes de 1945, el área fue parte de Alemania.
El pueblo tiene una población de 50 habitantes.